# Piavesella di Nervesa
La Piavesella di Nervesa è un corso d'acqua della provincia di Treviso.
È una delle tre diramazioni (le altre due sono il canale della Vittoria e il canale della Vittoria di Ponente) del breve canale che, all'altezza di Nervesa della Battaglia, preleva circa 25 m³ di acqua al secondo dal Piave, da cui il nome. Confluisce nel Botteniga poco prima del centro storico di Treviso. Poiché non è un fiume di risorgiva, appare visibilmente torbido sicché lo stesso Cagnan Grande, diramazione del Botteniga, gettandosi poco dopo nel Sile, crea un interessante fenomeno per cui le acque limacciose dell'uno a fatica si mescolano con quelle trasparenti dell'altro.
La realizzazione del canale fu decretata l'8 agosto 1447 per irrigare le aride terre tra Treviso e il Piave. Tuttavia, fu sfruttata anche per il trasporto del legname e, soprattutto, per muovere mulini, segherie e opifici e, a partire dal Novecento, venne potenziata e vi furono installate anche alcune centrali elettriche. Ancora nel 1913 rappresentava il secondo corso d'acqua della provincia, dopo la Brentella, per la presenza di attività industriali con 22 impianti idraulici e 42 industrie che davano lavoro a circa 1.600 operai. Non a caso, ancor oggi attraversa alcune zone industriali (quelle di Nervesa della Battaglia, Arcade, Spresiano, Villorba). Attualmente è utilizzata soprattutto per la pesca sportiva.